# خیرالدین زرکلی
خیرالدّین زِرِکْلی (۲۵ ژوئن ۱۸۹۳، بیروت – ۲۵ نوامبر ۱۹۷۶، قاهره) نویسنده، شاعر، تاریخ‌نگار و زندگی‌نامه‌نویس برجستهٔ سوری بود که برای اثرش الأعلام شهرت دارد. او نخست به روزنامه‌نگاری پرداخت، در ۱۹۲۰ فرانسویان حکم غیابی اعدامش را صادر کردند. سفیر عربستان در مغرب بود (۱۹۵۷–۱۹۶۳).

## آثار
- الأعلام: مشهورترین اثر زرکلی است که فرهنگ زندگی‌نامه‌ایِ سرشناسان عرب، عرب‌زبانِ مسلمان و مستشرقان در ۸ جزء است.
- الوَجیز فی سیرةِ المَلِک عبدالعزیز.

|عامان فی عمان ؛ مذکرات عامین فی عاصمة شرق الأردن 1921 - 1923
|-
|
|}
| ما رأیت وما سمعت من دمشق إلی مکة |

| تراجم الأوائل والخلفاء (الأعلام الصغری) |

| colspan="2" |دیوان الزرکلی
|-
|}
| شبه الجزیرة فی عهد الملک عبد العزیز |